# 長門湯本溫泉
34°19′50.0″N 131°10′15.0″E / 34.330556°N 131.170833°E
長門湯本溫泉是位於日本山口縣長門市中部的溫泉區，與湯田溫泉、俵山溫泉、川棚溫泉被合稱為「防長四湯」，為山口縣內較具有歷史的溫泉區。原本的正式名稱為湯本溫泉，但為了與日本其他各地的湯本溫泉區分，因此現在都會在名稱加上長門的地名。
溫泉區主要分布在音信川沿岸，全區約有12家溫泉旅館，在音信川岸邊的公園內也設有足湯。

## 歷史
1427年當地的曹洞宗寺廟大寧寺發現了溫泉泉源，在江戶時代當地領主長州藩藩主也常常到此休養。
2016年俄羅斯總統弗拉基米尔·普京拜訪日本與日本內閣總理大臣安倍晉三會談的地點就在長門湯本溫泉的大谷山莊。

## 照片集

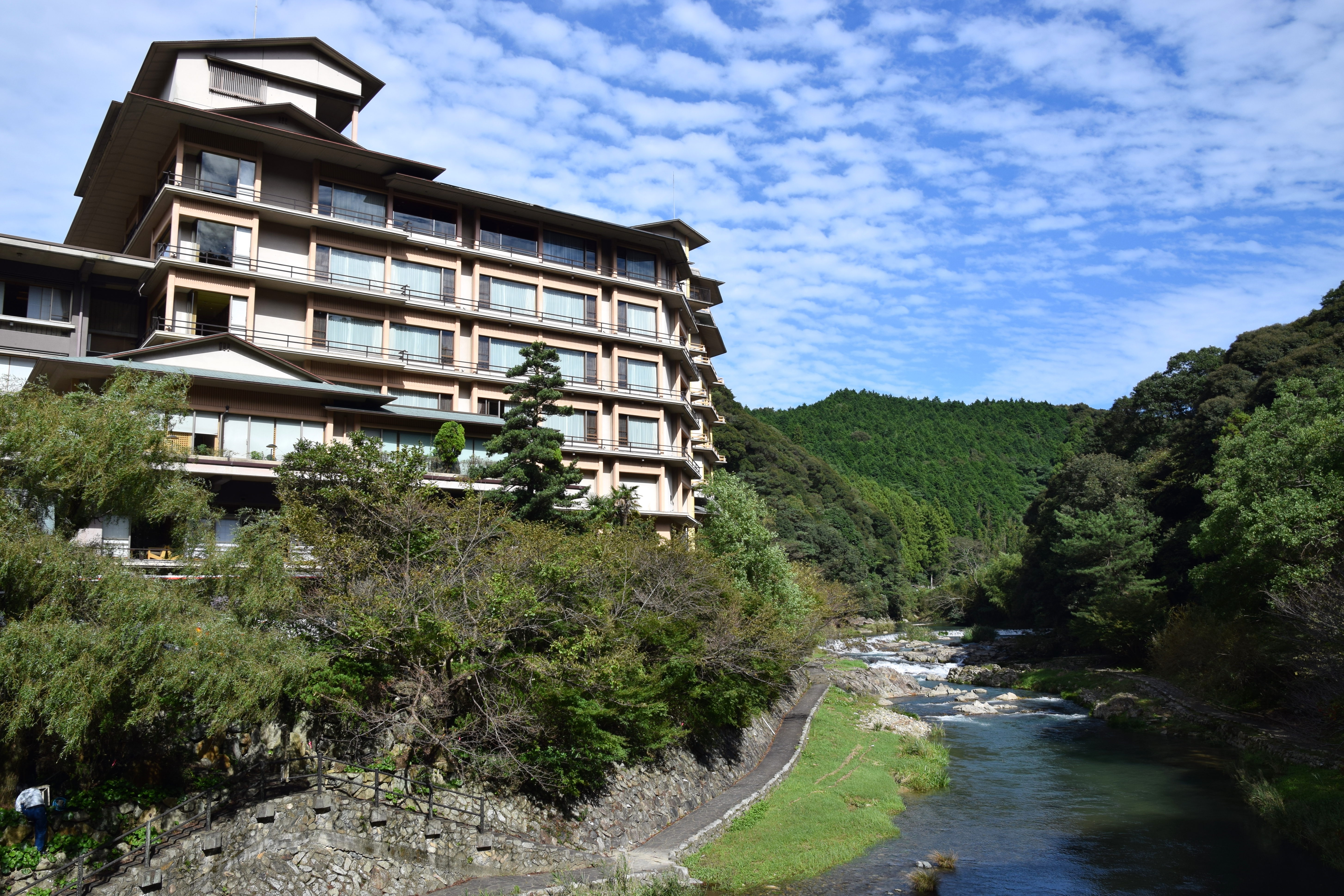
長門湯本溫泉的溫泉旅館大谷山莊
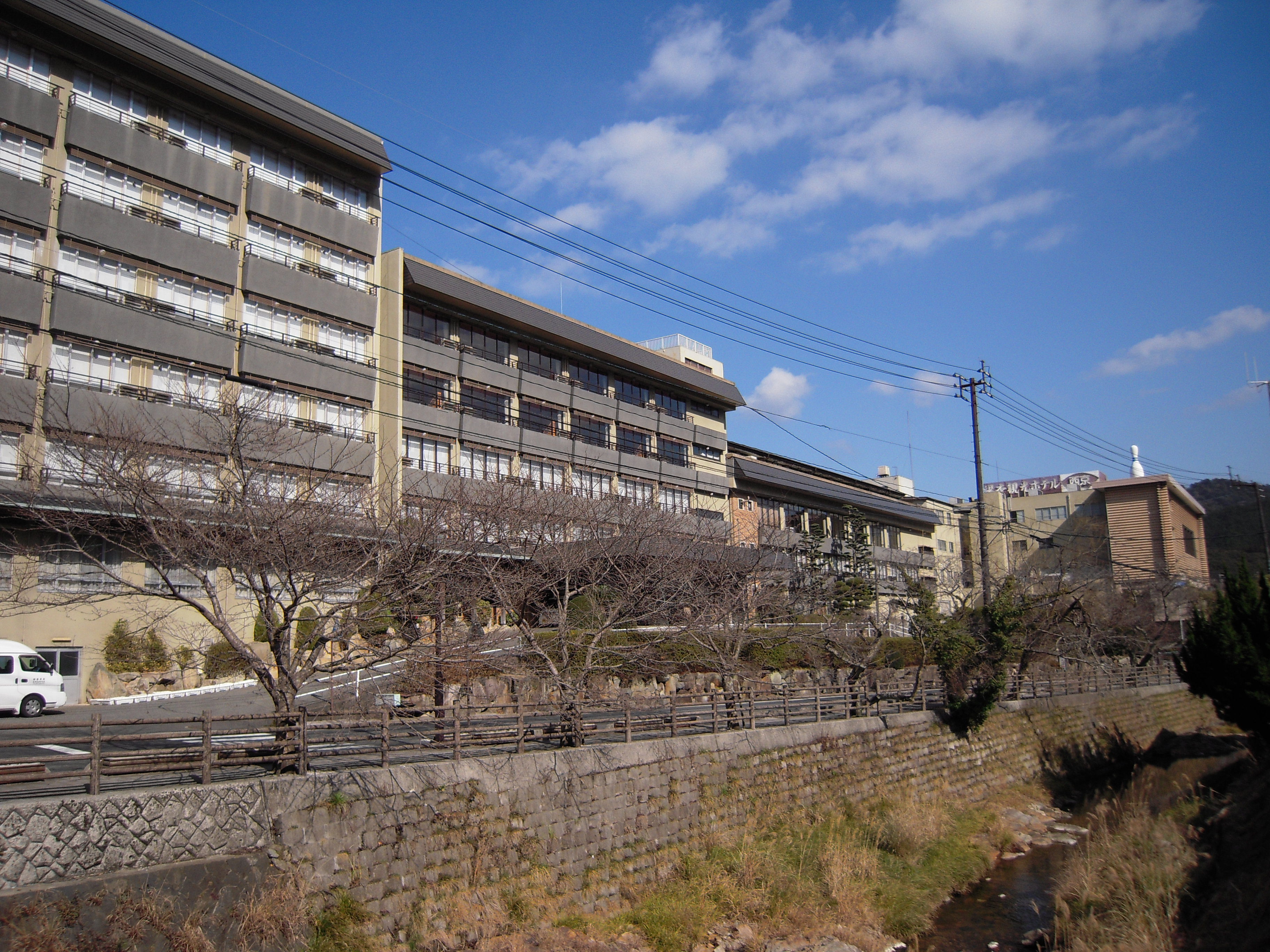
長門湯本溫泉的湯本觀光旅館西京

## 外部連結
- （日語） 長門湯本溫泉旅館協同組合 （页面存档备份，存于）